# درمان‌های تک‌روشی

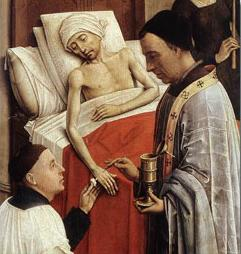
تدهین به عنوان یک درمان تک روشی

یک مفهوم حوزه تخصصی تاریخ علوم پزشکی است و یکی از ابزارهای است که به وسیله آن بخشی از روش‌های درمانی مورد شناسایی قرار می‌گیرد. به عبارت دیگر روش‌های درمانی وجود دارند که بی‌توجه به نوع بیماری، یک روش درمانی ثابت برای مرتفع کردن تمام رنجوری‌های جسمانی فراهم می‌آورد. دعا درمانی، درمان زخم‌های رستم توسط پر سیمرغ، مراسم تدهین که مسیحیت برای درمان بیماران به انجام می‌رساند نمونه های تاریخی و عملی آن محسوب می گردد. برخی از محققین مانند میرچه الیاده این روش‌های درمانی را در حوزه اسطوره تعریف کرده‌اند اما درمان‌های اسطوره ای با درمان‌های تک روش از یکدیگر تمایز هستند هرچند ممکن است در برخی از موارد با یکدیگر همپوشانی نیز داشته باشند. برای درک بهتر درمان های تک روشی باید گفت که در طب امروز، فرض بر تنوع عوامل بیماری‌زا (پاتوژن‌ها) و لزوم تنوع در روش‌های درمانی است؛ یعنی هر بیماری دلیل خاص خودش را دارد و درمان متناسب با خود را نیز می‌طلبد. چنین نگره‌ای سبب پیدایش انواع روش‌های تخصصی درمانی شده‌است؛ درحالی‌که برخی نگره‌های دیگر، از آن رو که عوامل بیماری‌زا را محدودتر می‌دانند طبیعتاً از روش‌های درمانی محدودتری برخوردارند. با مقایسهٔ رهیافت‌های درمانی در انواع مختلف طب می‌توان گفت که به‌طور کلی، دامنهٔ تشخیص افتراقی و تفکیک بیماری‌ها در طب کل‌نگر محدودتر از طب جزءنگر است؛ زیرا به هر میزان که در تفسیر عناصر سازندهٔ بدن و عوامل بیماری‌زا به تفکیک کمتری معتقد باشیم، به‌طور طبیعی به روش‌های درمانی محدودتری نیاز خواهیم داشت. در درمان های تک روش غالبا عامل بیماری نیروی شر است که خود را در لباس بیماری در بدن فرد متجلی کرده است پس برای از میان بردن آن کافی است که به منشاء خیر متصل شد. اگر این اتصال متحقق گردد، نیروی شر ، در لباس هر بیماریی که باشد از بدن رخت بر می بندد.

## تقسیم  سبکهای درمانی بر حسب تنوع در روشهای مداوا
روش های مختلی برای تقسیم سبکهای درمانی وجود دارد ، یکی از این روشها تقسیم بندی بر حسب تنوع در حوزه درمان می باشد. در این مدل روشهای درمانی را به سه گروه مختلف تقسیم می کنند. درمان های تک روشی که فقط با یک روش اقدام به درمان می نایند. روش هایی مانند دعا درمانی و تدهین در مسیحیت در ین گروه قرار می گیرند.  دسته دوم درمان های تعادل محور است غالب درمانهای سنتی در این گروه قرار می گیرند. در گروه سوم درمان های تخصصی است

## ماهیت درمان‌های تک روشی
1. این روش‌های درمانی با یک حوزهٔ غیرمادی که شفا از طریق آن متحقق می‌شود در ارتباط است. اگر این حوزهٔ غیرمادی ویژگی‌های اساطیری داشته باشد، آن درمان را در حوزهٔ «درمان‌های اسطوره‌ای» قرار می‌دهیم؛ در غیر این صورت آن را «غیراسطوره‌ای» می‌خوانیم؛ برای نمونه درمان‌هایی مانند طب سوزنی با آنکه با مسیرهای انرژی و غیرمادی بدن سروکار دارند در مجموعه درمان‌های اساطیری قرار نمی‌گیرند.
2. بیشتر این روش‌ها «فردمحور» هستند و بر غنای شخص درمانگر تمرکز دارند؛ یعنی افرادی مانند روحانیون، درمانگران معنوی، شمن‌ها و… کار درمان را بر پایهٔ توانایی ذاتی یا نیرویی که خدا، مکتب یا آیین موردنظر به ایشان اعطا کرده به انجام می‌رسانند.
3. انجام چنین درمان‌هایی منوط به آشنایی درمانگر با دانش پزشکی مدرن نیست؛ زیرا یافته‌های دانش پزشکی رایج در این نوع درمان‌ها کاربردی ندارد. از این رو، روش‌های درمان اغلب با آسیب فیزیکی عضو بیمار ارتباط مستقیم ندارد یا با سنت رایج درمان تفاوت عمده دارد.
4. اغلب بر پایهٔ تعریفی غیرمادی از بدن انسان و ارتباط او با هستی بنا شده‌اند؛ به عبارت دیگر، سبب بیماری را مربوط به مسائل غیرمادی مانند گناهان بیمار، ورود شیطان یا جن به بدن او و… می‌دانند و منشأ درمان را نیز به مسائل غیرمادی مرتبط می‌کنند.
5. اغلب با یک روش یا روش‌های محدود که حتی می‌توان آن را در قالب یک ترم تحدید کرد، به درمان بیماران اقدام می‌کنند.
6. ابزار درمانی، دارو یا چیزهایی که در امر درمان استفاده می‌شود، اغلب ساده و خاص‌اند.

۷. این نوع درمان‌ها گاه با انجام کارها یا اجرای مناسکی چون خواندن وردها و ذکرهای خاص، دعاکردن، سوزاندن عود و گیاهان معطر دیگر، احضار ارواح، خوردن معجون یا شربتی مخصوص (مانند گیاه هوم در ایران باستان) یا برگزاری مراسم شمنی توسط شمن‌درمانگران همراه است.

## تدهین در مسیحیت به عنوان یک درمان تک روشی
بآیین تدهین در کلیسای کاتولیک یک متد درمانی تک روش است که در همهٔ بیماری‌ها استفاده می‌شود و هم از ویژگی آیینی و اساطیری برخوردار است. تداوم این سنت تا به امروز توجه ما را به زمینه‌های انسان‌شناختی امر درمان جلب می‌کند و نیاز جهان امروز را به تعریف دوبارهٔ بیماری، درمان و عوامل بیماری‌زا روشن می‌سازد. یکی از این روش‌های درمانی اساطیری، مراسم تدهین در کلیسای کاتولیک می‌باشد. کلیسای کاتولیک بزرگ‌ترین و قدیمی‌ترین نهاد فعال بین‌المللی جهان استکه بیش از ۳/۱ میلیارد پیرو دارد. این کلیسا بر «اعتقادنامهٔ نیقیه» بنا شده و به هفت آیین کلیسا (هفت راز مقدس یا ساکرامنت‌ها) باور دارد. مفهوم دینی راز عبارت از «دریافت نشان مرئی برای دست‌یافتن به فضایل نامرئی است». نخستین بار، سنت آگوستین قدیس کلمهٔ راز یا سِر را در قرن ۴ و ۵ میلادی به مفهوم امروزی آن (نشانهٔ قابل‌رؤیت از فیض غیرقابل‌رؤیت) به کار برده‌است.
این هفت راز مقدس عبارت‌اند از:
· آیین غسل تعمید که سمبل ایمان است.
· آیین عشای ربانی که سمبل محبت و مشارکت است.
· آیین تأیید یا تثبیت ایمان که سمبل امید است.
· آیین ازدواج مسیحی که سمبل زندگی خداپسندانه است.
· آیین دست‌گذاری یا تفویض درجات روحانی که سمبل برگزیدگی برای خدمت روحانی است.
· آیین توبه و اعتراف که سمبل عدالت و پاکی است.
· و آیین تدهین بیماران که سمبل حیات جاودان و سلامت روح و جسم است.
برخی از این سنت‌ها مانند غسل تعمید و عشای ربانی و تأیید و توبه برای مؤمنان کاتولیک اجباری و برخی دیگر مثل ازدواج و تدهین اختیاری‌اند. در آیین تدهین بدون اینکه به نوع بیماری توجهی شود، یک مؤمن مسیحی می‌تواند در مراسم تدهین شرکت و طلب شفا کند. راز تدهین بیماران با روغن مقدس با یک حوزهٔ غیرمادی (اب، ابن، روح‌القدس) در ارتباط است که شفا از طریق آن‌ها محقق می‌شود. از آنجا که این حوزهٔ غیرمادی ویژگی‌های مذهبی و اساطیری دارد می‌توان آن را در حوزهٔ «درمان‌های اسطوره‌ای» قرار داد.